# Bašmak (Oblast' autonoma ebraica)
Bašmak (in lingua russa Башмак) è un centro abitato dell'Oblast' autonoma ebraica, situato nel Leninskij rajon.